# Здравко Митовски
Здравко Стефанов Митовски е български адвокат и политик от партията Българска работническа социалдемократическа партия (БРСДП).

## Биография

### Ранен живот и образование
Здравко Митовски е роден на 19 март 1908 г. в град Севлиево, област Габрово, България През 1928 г. става член на ССМ, а от 1929 – и член на БРСДМ. През 1931 г. завършва право в Софийския университет.

### Професионална и политическа кариера
През 1934 г. работи като адвокат в София. От 1939 г. е главен секретар на БРСДП и член на ръководството на партията. След 1942 г. участва активно в изграждането на мрежата на Отечествения фронт. След 9 септември 1944 г. е политически и главен секретар на БРСДП. След сливането на БРСДП с БКП през 1948 г. е кандидат-член на ЦК на БКП..
В периода 1946 – 1950 г. е назначен за министър на социалната политика. От 1950 до 1953 г. последователно е заместник-министър на финансите и заместник-министър на народното здраве и социалните грижи. В периода 1953 – 1961 г. е председател на Държавния застрахователен институт (ДЗИ). През 1963 г. става секретар на Националния съвет на ОФ. През 1966 г. става член на Централната контролно-ревизионна комисия, а от 1977 до 1987 г. е заместник-председател на Националния съвет на ОФ. Издава спомени, озаглавени „Поколение на две епохи. Спомени“, Изд. на ОФ, 1982.
Носител е на два ордена „Георги Димитров“ и званието „Герой на социалистическия труд“..